# Konvexspiegel

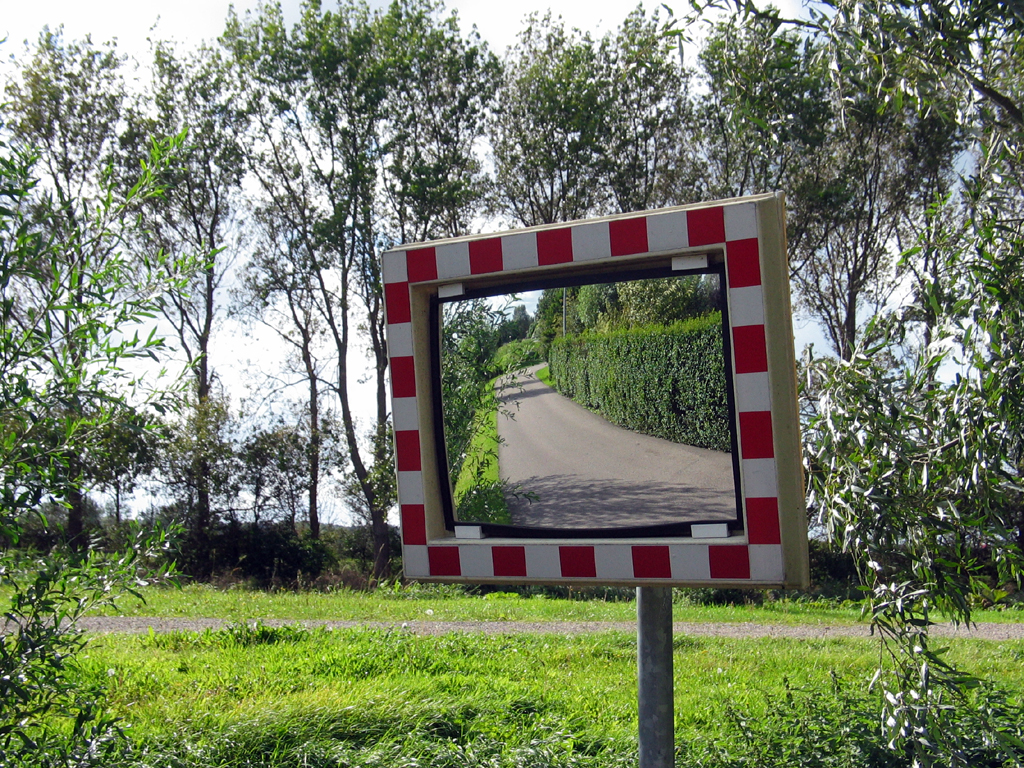
Konvexer Spiegel für Überblick im Straßenverkehr

Konvexe Spiegel (oder Wölbspiegel, Zerstreuungsspiegel) bilden verkleinernd ab, vergrößern also den Blickwinkel (Weitwinkeleffekt). Deshalb werden konvexe und nicht ebene Spiegel an Verkehrsstraßen zum Einblick in sonst unüberseh- oder schlecht einsehbare Abzweigungen eingesetzt (Verkehrsspiegel).

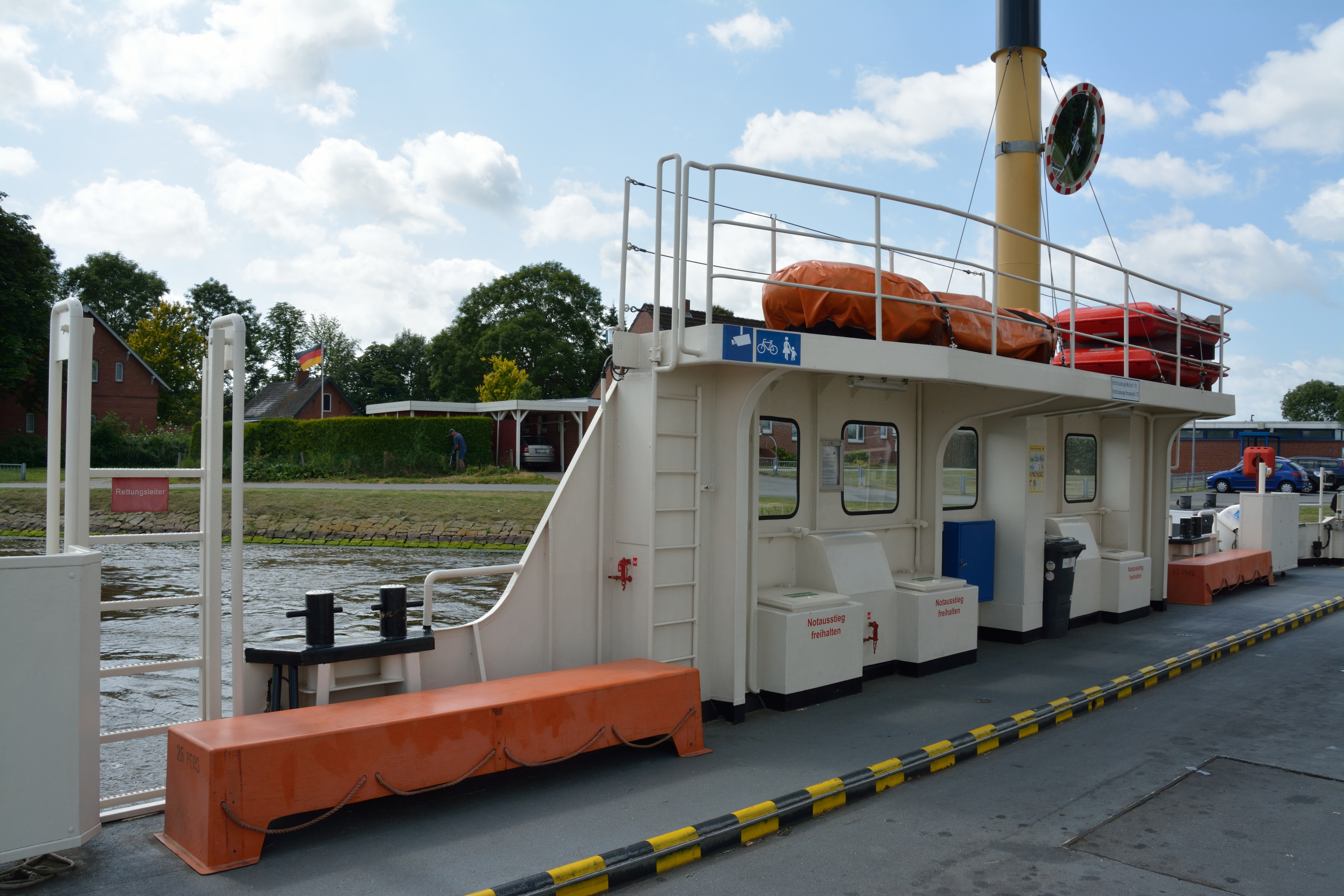
Konvexer Spiegel (rechts oben am Mast) zur besseren Beobachtung eines Schiffsdecks

Konvexspiegel finden auch in Geschäften in Form von Überwachungsspiegeln (auch halbkugelförmig) bei der Vermeidung von Diebstahldelikten Anwendung oder zur besseren Übersicht in Arbeitsplätzen generell.
Die Verzerrung der Abbildung wird auch gerne in Spiegelkabinetten als humoristischer Effekt eingesetzt, oft mit verschiedenen Krümmungsradien und damit verschieden starken Verkleinerungen in verschiedene Richtungen oder an verschiedenen Stellen. Beispielsweise verschlankt ein Konvexspiegel, der nur in horizontaler Richtung gekrümmt ist (Zylinderspiegel). 